# カシオペヤ座R星
カシオペヤ座R星（カシオペヤざアールせい、R Cassiopeiae、R Cas）は、カシオペヤ座の中に位置する赤色巨星である。地球からは約574光年離れたところにある。1853年に、ポグソンが変光星であることを発見したとされる。

## 変光
カシオペヤ座R星は、ミラ型の脈動変光星であり、430.5日の周期で4.7等から13.5等の間を変光する。但し、これは最も明るかった時と最も暗かった時の等級であって、平均的には6等台から12等台の間で、振幅が6.1等級程度の変光を示す。変光に伴い、スペクトル型もM6eからM10eの間で変化する。

## 星周構造
カシオペヤ座R星の周りには、IRAS衛星によって、星から放出された物質によって形づくられたとみられる、遠赤外線で光る星周殻の存在が見つかっている。その後、あかり衛星やスピッツァー宇宙望遠鏡による観測から、恒星風と星間物質の相互作用でできたバウショックも検出され、両者がぶつかる領域で塵が加熱されている様子が確認されている。